# Mohamed Raszid Kabbani
Szejk Mohamed Raszid Kabbani (arab.: محمد رشيد قباني) (ur. w 1942 w Bejrucie) – duchowny sunnicki, wielki mufti Republiki Libańskiej.

## Życiorys
Ukończył teologię i prawo islamskie na Uniwersytecie Al-Azhar w Kairze (1976). Przez wiele lat był wykładowcą prawa islamskiego na libańskich uczelniach wyższych. Piastował także wysokie stanowiska w sunnickich instytucjach religijnych Libanu. Po zabójstwie w 1989 r. Hasana Chalida objął obowiązki wielkiego muftiego Republiki Libańskiej, zaś w 1996 r. nastąpił jego oficjalny wybór na to stanowisko.